# MK 108
MK 108 (tiếng Đức: Maschinenkanone) là loại autocannon 30 mm do công ty liên danh Rheinmetall-Borsig chế tạo cho lực lượng không quân của Đức Quốc xã. Pháo được gắn trên các máy bay chiến đấu trong chiến tranh thế giới thứ hai. MK 108 đã tạo tiếng tăm đáng ngại đối với các nhóm máy bay ném bom của quân Đồng Minh và họ gọi nó là "Búa áp lực" vì tiếng động mà nó tạo ra khi bắn.

## Phát triển
Việc phát triển loại súng này được thực hiện như một liên danh tư nhân và sau đó thiết kế được trình lên Reichsluftfahrtministerium (Bộ Hàng không Đức quốc xã) như một mẫu tham gia vào yêu cầu về một loại súng hạng nặng dùng để chống lại các máy bay ném bom của quân Đồng Minh xuất hiện trong không phận mà Đức kiểm soát. Việc kiểm tra cho thấy pháo rất phù hợp cho vị trí này với chỉ bốn viên đạn nổ mạnh trúng đích có thể bắn hạ một chiếc B-17 Flying Fortress hay B-24 Liberator hoặc chỉ cần một viên cho các loại máy bay tiêm kích. Tỷ lệ này là khá tốt khi đem so với pháo MG 151 20 mm vốn cần 25 viên trúng đích để hạ một chiếc B-17.
Súng nhanh chóng được thông qua và đưa vào chế tạo hàng loạt để gắn trên các tiêm kích cơ của lực lượng Luftwaffe. Năm 1943 nó được thấy trang bị lần đầu trên các chiếc Messerschmitt Bf 110 và Messerschmitt Bf 109.

## Thiết kế
MK 108 sử dụng cơ chế nạp đạn blowback bắn với khóa nòng mở, một chi tiết khá thú vị của loại súng này là loại đạn mà súng sử dụng rất mạnh cho cơ chế hoạt động này cũng như súng không cần hệ thống khóa cố định viên đạn. Khi cò súng được kích hoạt bolt giữ phía sau sẽ được mở khóa và lò xo đẩy di chuyển lên phía trước với tốc độ nhanh để tạo động lực và quán tính lớn. Khi viên đạn được đẩy vào khoang chứa đạn bolt sẽ không dừng lại mà tiếp tục di chuyển tới trước trong khoang chứa đạn vốn khá dài cho đến viên đạn được kích hỏa. Khi đó viên đạn sẽ tạo ra một phản lực rất lớn mà cơ chế nạp đạn bằng phản lực bắn bình thường sẽ không chịu nổi khi bị đẩy về phía sau, tuy nhiên với động lực và quán tính lớn của mình khi vẫn đang di chuyển về phía trước của bolt nó sẽ triệt tiêu một lượng lớn lực giật của viên đạn trong một thời gian ngắn. Cách hoạt động này đòi hỏi bolt phải rất nặng để tạo đủ động năng chống lại được độ phản lực mạnh của viên đạn trong một thời gian nhất định hoặc nòng súng ngắn để khí nén áp lực sinh ra trong một thời gian rất ngắn được xả ra ngoài không cho tích quá mạnh sẽ đẩy bolt nếu động lực không đủ mạnh để giữ lại với vận tốc rất lớn gây hỏng súng. MK 108 chọn nòng súng ngắn để bolt có thể nhẹ và cho tốc độ bắn tương đối nhanh.
Tuy nhiên do nòng ngắn nên đạn tích động lượng không nhiều từ khí nén kết quả là sơ tốc đầu nòng khá thấp và viên đạn vốn có tiết diện lớn sẽ bị mất động lượng khá nhanh. Vì thế loại súng này không hữu dụng khi chống lại các tiêm kích cơ vốn có độ cơ động và tốc độ khá nhanh trong các trận không chiến vì đòi hỏi tầm tác chiến phải gần mà nếu trong phạm vi 200-300m các tiêm kích có nguy cơ chính nó đâm vào mục tiêu nếu tốc độ quá nhanh, chúng chỉ hữu dụng khi chống lại các máy bay ném bom trong trường hợp này.
Dù vậy với đặc tính dễ chế tạo, hỏa lực mạnh so với kích thước của nó mà loại súng này đã được trang bị trên nhiều máy bay của lực lượng Luftwaffe. Và hệ thống chống sáng cùng loại đạn không phát sáng khi bắn riêng của loại súng này cũng được phát triển và nó được dùng cho việc phòng không ban đêm với chiến thuật Schräge Musik làm cho các máy bay tiêm kích gần như không thể bị phát hiện khi bắn hạ các nhóm máy bay ném bom cùng tiêm kích trước khi các nhóm này hiểu việc gì đang diễn ra để bắt đầu dò tìm để tự vệ.